# Американская пищуха (птица)
Американская пищуха (лат. Certhia americana) — североамериканская певчая птица семейства пищуховых (Certhiidae).

## Описание
Американская пищуха длиной 13 см. Оперение верхней части тела коричнево-белое, нижней части белёсое, над глазами белая полоса. У неё длинный, тонкий, согнутый клюв и неподвижный хвост.

## Распространение
Американская пищуха живёт в хвойных и смешанных лесах на большей части Северной Америки до Центральной Америки, северные популяции на юго-востоке США и на севере Мексики.

## Поведение
Вне периода спаривания американская пищуха — это птица-одиночка, которая объединяется с другими мелкими птицами в большие стаи только в холодное время года. Она систематически осматривает деревья в поисках пауков и насекомых.

## Размножение
Американская пищуха гнездится между плющом, оторванной корой или в расщелине деревьев. Эти впадины набиваются корой, мхом и другим растительным материалом до тех пор, пока не получится мягкое гнездо в форме кармашка. Самка в одиночку высиживает от 5 до 6 яиц в течение 2 недель.

## Подвиды
По данным базы Международного союза орнитологов в составе вида Certhia americana выделяют 13 подвидов:
- C. a. alascensis Webster, JD, 1986. Аляска;
- C. a. occidentalis Ridgway, 1882. Аляска, запад Канады и США;
- C. a. stewarti Webster, JD, 1986. Острова у берегов Британской Колумбии;
- C. a. zelotes Osgood, 1901. Горы Орегона, Калифорния;
- C. a. phillipsi Unitt & Rea, 1997. Центральная Калифорния;
- C. a. montana Ridgway, 1882. Внутренняя часть южной Канады до северной и восточной части США;
- C. a. leucosticta Van Rossem, 1931. Юг Невады и Юта;
- C. a. americana Bonaparte, 1838. Номинативный. Юг и восток Канады, северо-восток США;
- C. a. nigrescens Burleigh, 1935. Восток США;
- C. a. albescens Berlepsch, 1888. Юго-запад США и северо-запад Мексики;
- C. a. alticola Miller, GS, 1895. Запад, юго-запад и центр Мексики;
- C. a. pernigra Griscom, 1935. Юг Мексики и Гватемала;
- C. a. extima Miller, W & Griscom, 1925. Восток Гватемалы, Никарагуа.